# Galeodes starmuehlneri
Espèce
Galeodes starmuehlneri est une espèce de solifuges de la famille des Galeodidae.

## Distribution
Cette espèce est endémique d'Iran.

## Description
Le mâle holotype mesure 37 mm.

## Étymologie
Cette espèce est nommée en l'honneur de Ferdinand Starmühlner.

## Publication originale
- Roewer, 1952 : Die Solfugen und Opilioniden der Österreichischen  Iran expedition 1949-1950. Sitzungsberichte der Österreichischen Akademie der Wissenschaften, Mathematisch-Naturwissenschaftliche Klasse, Abteilung, vol. 161, no 7, p. 509-516.